# LFO (danceact)
LFO (Low Frequency Oscillator) was een Britse danceact die een van de pioniers was op het gebied van Intelligent Dance Music. De danceact bestond oorspronkelijk uit Mark Bell (1971-2014) en Gerrard 'Gez' Varley. Het duo werd bekend met het nummer LFO uit 1990, dat onverwacht de Britse hitlijsten bereikte. Vanaf 2003 ging het duo echter uiteen, waarbij Bell LFO alleen kon blijven gebruiken. Later was Mark Bell betrokken bij de productie van albums voor Björk en Depeche Mode. Bell overleed in oktober 2014.

## Geschiedenis
Bell en Varley ontmoetten elkaar in de jaren tachtig bij breakdance evenementen in hun woonplaats Leeds. Ze maakten in 1988 nader kennis met elkaar bij een cursus fotografie. Ze konden elkaars humor waarderen en bleken dezelfde muzieksmaak te hebben. Beide hadden ook een wens om het zelf te produceren. Door een kleine erfenis van Gez konden ze allerlei benodigde apparatuur kopen. In hun amateuristische studio maakten ze in 1990 het nummer "LFO" samen met de lokale dj Martin Williams.  Williams draait het nummer in zijn sets, waar het wordt opgepikt door een manager van het dan het dan kersverse Warp Records. Die wil het graag uitbrengen. De verwachting was dat de single 2000 exemplaren zou verkopen. Het bliepende nummer met de zware baslijn werd echter zeer populair in de clubs en bereikte zelfs de hitlijsten. Uiteindelijk zouden er 130.000 exemplaren over de toonbank gaan. Niet iedereen was in gelijke mate onder de indruk van het nummer. Toen radio-dj Steve Wright het nummer "LFO" draaide, zette hij het halverwege af omdat het volgens hem het slechtste nummer was dat hij ooit gehoord had. Bell en Varley gingen daarna hun studio weer in waar ze het album Frequencies (1991) produceren. Het album is meer dan 100.000 keer verkocht. In 2018 samplede Noizu "LFO" voor een gelijknamig nummer.
Na Frequencies werd het een tijd rustig rondom LFO als groep. Wel werkten ze in 1993 werkten ze samen met F.U.S.E. (Richie Hawtin) aan het nummer "Loop". In de tussentijd werden door Bell enkele soloprojecten in het leven geroepen voor diverse labels. Er verschijnen enkele singles en ep's met techno onder de namen Clark, Counterpoint, Fawn, Space Monkey en Speed Jack. In 1994 verscheen er weer een nieuwe single. "Tied Up" is een behoorlijk stevige single met hardcorebeats en ging vergezeld van een donkere SM-videoclip waarin beide heren acteren. De clip is geregisseerd door David Slade, die tijdens een dronken avond beloofde gratis een videoclip voor ze te maken. Opvallend genoeg is de videoclip populair als decoratie bij metalshows. "Tied Up" was de voorbode van het album Advance, dat donkerder is dan zijn voorganger. Gez Varley speelde bij de productie van dit album nog maar een kleine rol. Slechts bij een paar tracks was hij betrokken. De relatie tussen het duo is verzuurd door verschillen van inzicht over hoe verder te gaan.  De twee hebben daarna lang geen contact weer. Net voor de dood van Mark Bell zijn er wel weer gesprekken voor nieuwe samenwerking geweest.

## Gez Varley
Na het uiteenvallen van LFO gaat Varley solo verder. Hij gaat solo produceren onder namen als G-Man en Tony Montana. Aangezien Warp geen interesse heeft in zijn nieuwe sound, gaat hij naar een nieuw label. In 2001 bracht hij het album Bayou Paradis uit. Hij verhuist naar Duitsland vanwege zijn vriendin die hij tijdens een van zijn draaibeurten daar ontmoet had. In 2014 deed hij een opvallende samenwerking met trancegroep Tilt op de single "30 Hits of Acid".

## Mark Bell
Na de breuk maakte Bell voor zijn alter ego Speed Jack het soloalbum Surge. Daarna ging hij aan de slag als producer voor anderen. Zo werd hij de vaste producer voor Björk. Hij leerde de zangeres uit IJsland in de vroege jaren negentig kennen toen ze nummers zong voor 808 State. Er ontstond een vriendschap en Bell werd in 1996 gevraagd remixes te maken van enkele van haar nummers. Daarna werd hij betrokken bij het album Homogenic (1997). De samenwerking verliep zo goed dat deze nog vele albums werd voortgezet. Bovendien zou hij haar vergezellen op tournees. Een andere grote opdracht werd het album Exciter van Depeche Mode. Bell ervaarde het als een bijzondere eer om samen te werken met een band waar hij als 12-jarige nog fan van was. De singles "Dream On" en "I Feel Loved" brachten hitsucces. In 2003 werd LFO door Bell korstondig weer tot leven gewekt zonder Varley. Het album Sheath verscheen samen met de single "Freak" (2003). Het werd gevolgd door twee tracks op de ep Untitled (2004) die gedeeld wordt met Aphex Twin.  Daarna werd LFO zo nu en dan nog eens gebruikt voor remixes. Bell bleef betrokken bij de albums van Björk tot en met Biophilia (2011).
Bell overleed in oktober 2014 onverwachts aan de complicaties bij een operatie. Hij werd 43 jaar. In 2019 werd een oude Peel Session uit oktober van 1990 op plaat uitgebracht.

## Discografie

### Albums
- Frequencies (1991)
- Advance (1996)
- Sheath (2003)

### Singles
- LFO (1990)
- We Are Back (1991)
- Love Is the Message (1991)
- What is house EP (1991)
- Loop (ft. F.U.S.E.) (1992)
- Tied up (1994)
- Freak (2003)
- Untitled (2004)

- Gemeinsame Normdatei: 1303509415
- International Standard Name Identifier: 0000 0001 0941 4363
- Library of Congress Control Number: no98029886
- MusicBrainz: e6d0179f-b899-4563-b6c6-88715aaae0b8
- Nationale Bibliotheek van Tsjechië: xx0063965
- Virtual International Authority File: 156724674